# Storfläckig genett
Storfläckig genett (Genetta tigrina) är ett rovdjur i familjen viverrider som förekommer i södra Afrika.

## Utseende och anatomi
Arten har en långsträckt kropp med påfallande korta extremiteter samt en lång svans. Kroppslängden från nosen till svansroten varierar för hannar mellan 46 och 58 cm och för honor mellan 52 och 56 cm. Därtill kommer en cirka 46 cm lång svans. Honornas vikt går upp till 1,9 kg och hannar väger upp till 2,1 kg. Pälsens grundfärg på ovansidan är gulvit till grå och på buken vitgrå till grå. Över ryggens mitt löper en svart strimma. Längre ner på kroppen förekommer linjer av svarta fläckar eller prickar. Svansens har 7 till 8 ljusa ringar som skiljs av mörka ringar. Svansens spets är svart. Ansiktets svarta mönster påminner om en mask. Klorna kan dras in.

## Utbredning och habitat
Storfläckig genett lever i jämförelsevis regnrika regioner längs Sydafrikas södra och östra kustlinje. Utbredningsområdet sträcker sig från södra delen av Västra Kapprovinsen till provinsen KwaZulu-Natal samt till angränsande områden av Lesotho. Den norra gränsen ligger vid 32 grad sydlig bredd (populationer längre norrut räknas vanligen som Genetta maculata). Habitatet utgörs av skogar och fynbos längs kusten eller på bergstrakter, som räknas till den hedliknande växtregionen Capensis. Här finns en jämförelsevis tät vegetation och bra tillgång till vattenställen, under jakten uppsöks även mera öppna regioner.

## Ekologi
Detta rovdjur är främst aktiv på natten. Under dagen vilar den i gömställen som växtligheten erbjuder eller i byggnader som sällan besöks av människor. Arten har bra förmåga att klättra på träd. Födan utgörs främst av små däggdjur, kräldjur och fåglar samt av leddjur som insekter eller krabbor. Sällan äts någon frukt. I närheten av bostäder fångar arten även små husdjur som höns eller letar i sopor efter föda.
Storfläckig genett antas vara ensamlevande utanför parningstiden. Rovdjurets läten liknar kattens läten. Om fortplantningssättet är inte mycket känt. Antagligen kan de para sig hela året. Dräktigheten varar enligt uppskattningar 70 dagar och kullar med en till fem ungdjur blev observerade. Ungdjur börjar först jaga när de är helt självständiga.

## Hot
Inga tydliga hot för är kända. På grund av artens jämförelsevis stora utbredningsområde som även innefattar några skyddsområden listas den av IUCN som livskraftig (LC).